# Рами, Адиль
Ади́ль Рами́ (фр. Adil Rami; род. 27 декабря 1985[…], Бастия) — французский футболист, защитник. Чемпион мира 2018 года в составе сборной Франции.

## Ранние годы
Адиль Рами родился 27 декабря 1985 года во французской Бастии у марокканских родителей, которые в молодости иммигрировали в европейскую страну. У Рами есть сестры Феда и Надя и брат Самир. В детстве трудился над городским благоустройством, чинил технику, после обеда тренировался. Играл только в свободное время от работы в городской ратуше, в которой работала его мать. Первым клубом Рами стал «Этуаль Фрею Сен-Рафаэль», в который он попал в 1994 году в возрасте 9 лет.

## Клубная карьера
В сезоне 2003/04 Рами дебютировал на любительском уровне в четвёртом дивизионе Франции. Принял участие в четырёх матчах первенства, в следующем году сыграл 24 матча; клуб финишировал в середине турнирной таблицы.
Перед началом сезона 2005/06 Рами стал играть на позиции центрального защитника. Поначалу он выступал в атакующей линии, но по причине травмы одноклубника, которого Рами называет своим лучшим другом в то время, тренеры решили попробовать его в защите. Эта перестановка оказалась успешной, и Рами стал основным защитником клуба, приняв участие в 30 матчах в сезоне, а «Фрею» в третий раз подряд закончил турнир в середине таблицы. В середине сезона Рами был вызван на просмотр клубом «Лилль». После недельной стажировки в профессиональном клубе, которую сам Рами описывал как «сложную», ему был предложен его первый любительский контракт в «Фрею» на сумму в 10 тысяч евро.

### «Лилль»
После переезда в «Лилль» Рами был отправлен в резервный состав клуба, которым руководил Паскаль Планк, тренер, который, по словам самого Рами, дал ему прекрасный шанс расти в профессиональном плане. В своём первом сезоне в составе резервистов «Лилля» Рами принял участие в 27 матчах, а клуб занял 3 место, что стало лучшим результатом среди резервных составов профессиональных клубов. За два месяца до окончания сезона 2006/07 Рами был впервые вызван Клодом Пюэлем в основной состав клуба. 19 мая 2007 года Рами дебютировал в чемпионате Франции в матче против «Осера», выйдя на поле в стартовом составе на привычной позиции центрального защитника. Неделю спустя вновь сыграл с первых минут в матче против «Ренна». 4 июня Рами подписал свой первый профессиональный контракт, заключив трёхлетнее соглашение с клубом до 2010 года. Сразу после этого он стал постоянным игроком основного состава, получив в команде футболку с номером 23.
Перед началом сезона 2007/08 Клод Пюэль объявил о том, что Рами станет основным центральным защитником наряду с капитаном команды Грегори Таффоро. В матче открытия сезона против «Лорьяна» Рами вышел в стартовом составе, покинув поле на 69-й минуте в результате травмы связок колена. Рами вернулся на поле лишь спустя 3,5 месяца, в ноябре 2007 года. После этого принял участие во всех матчах «Лилля» в сезоне, за исключением одной игры в Лиге 1. «Лилль» занял только 7-е место, в одном шаге от путёвки в еврокубки. Сразу после окончания сезона Рами продлил контракт с клубом ещё на два года.
Сезон 2008/09 вновь начался для Рами неудачно — в матче против «Нанси» он получил красную карточку уже в добавленное к игре время. 18 ноября 2008 года Рами забил свой первый гол на профессиональном уровне. Это произошло в матче с «Лионом» (2:2). В следующем месяце Рами забил гол в матче против «Марселя» (2:2). 1 февраля 2009 года на 59-й минуте матча с «Бордо» Рами забил гол, который мог принести «Лиллю» победу. Тем не менее, 8 минут спустя Йоанн Гуркюфф сумел свести матч к ничьей 2:2. В четвёртый и последний раз в сезоне Рами отличился в заключительном матче года против «Нанси», внеся вклад в победу команды 3:2. Эта победа подвела итог сезону, который принёс клубу 5-е место. Этот результат позволил «Лиллю» принять участие в квалификационном турнире только Лиги Европы.
После окончания сезона Рами стал одной из основных трансфертных целей многих известных европейских клубов, включая французские «Марсель» и «Лион», английские «Ливерпуль» и «Арсенал» и итальянский «Милан». Несмотря на появившуюся в июле информацию о переходе Рами в «Марсель» за 12 млн евро, президент «Лилля» Мишель Сейду заявил о том, что он не покинет клуб в ближайшее время. Это привело к тому, что сам Рами заявил, что до окончания своего контракта он не станет выступать в основном составе клуба, если ему не позволят покинуть команду. В своих интервью он стал подозревать руководство клуба в заговоре с «Лионом», привлекая внимание прессы к тому факту, что брат Мишеля Сейду Джером являлся акционером «Лиона». 15 августа Рами принёс публичные извинения за свои слова и заявил о том, что остаётся в «Лилле».
Сезон 2009/10 Рами вновь начал в основном составе «Лилля», которому пришлось в первый месяц чемпионата встретиться с «Марселем», ПСЖ и «Тулузой». 30 июля Рами дебютировал в Лиге Европы в выездном матче против сербского клуба «Севойно» в третьем квалификационном раунде. 19 сентября Рами забил свой первый мяч в сезоне в ежегодном «Северном дерби» против «Ланса». Гостевой матч складывался для «Лилля» неудачно; на протяжении всей игры со счётом 1:0 лидировал «Ланс». Тем не менее, на 93-й минуте матча Рами завершил подачу с углового ударом головой. 28 октября Рами забил свой второй мяч в сезоне в матче против «Сент-Этьена», который завершился со счётом 4:0, послав в ворота мяч со штрафного удара с расстояния в 35 метров. 25 февраля 2010 года гол Рами за 5 минут до конца основного времени принёс «Лиллю» итоговую победу по сумме двух матчей в противостоянии с турецким «Фенербахче» в матче 1/32 финала Лиги Европы.

### Дальнейшая карьера
3 января 2011 года Рами подписал контракт на 4,5 года с испанской «Валенсией». Между клубами было заключено соглашение о том, что Рами будет выступать за «Лилль» до июля, после чего перейдёт к испанцам на постоянной основе. Летом присоединился к клубу и смог забить гол уже в дебютном матче Ла Лиги против «Расинга» (4:3). Влился в коллектив, пропустив всего одну игру дебютного сезона. Рами играл на правом фланге и в центре обороны, забив 6 голов.
3 января 2014 года Рами был отдан в аренду в «Милан» на полгода с правом выкупа. Дебютировал 6 января 2014 года в матче против «Аталанты» (3:0). 12 июля 2014 года подписал трёхлетний контракт с «Миланом».
1 июля 2015 года Рами перешёл в «Севилью». С клубом выиграл Лигу Европы УЕФА 2016, но проиграл два Суперкубка грандам: Суперкубок УЕФА 2016 мадридскому «Реалу» (2:3) и Суперкубок Испании по футболу 2016 «Барселоне» (0:2, 0:3).
21 февраля 2020 года перешёл в «Сочи», однако уже в конце мая, не проведя за клуб ни одного матча, покинул команду.
24 августа 2021 года перешёл во французский клуб Лиги 1 «Труа», контракт с которым рассчитан до июня 2022 года.

После окончания сезона 22/23 игрок принял решение завершить карьеру

## Карьера в сборной
Рами дебютировал в сборной 11 августа 2010 года в товарищеском матче против сборной Норвегии. До этого у него был выбор между французской и марокканской сборной, чей тренер Анри Мишель предлагал Рами место в составе перед Кубком африканских наций 2008 года. Тем не менее, Рами отклонил предложение Мишеля, заявив о своём желании выступать в составе «трёхцветных». Рами заявил о том, что он предпочтёт «представлять Марокко во французской сборной».
20 марта 2008 года Рами получил свой первый вызов в сборную её тренером Раймоном Доменеком на товарищеский матч против сборной Англии. Об этом ему сообщил его одноклубник, капитан команды Рио Мавуба. Тем не менее, поначалу Рами принял его слова за шутку. Тот вызов действительно оказался неожиданным как для самого игрока, так и для французских СМИ, ведь на тот момент на счету Рами было лишь 17 матчей в Лиге 1. Однако дебют в сборной пришлось отложить, и 25 марта Рами вышел на поле в составе второй сборной на матч против сборной Мали. Принимая во внимание тот факт, что матч с Мали не был официальным, марокканская федерация в лице нового главного тренера сборной Роже Лемерра предприняла новую попытку заиграть Рами за свою сборную, вызвав его на товарищеский матч против сборной Чехии 11 февраля 2009 года. Рами, тем не менее, вновь ответил на предложение отказом. Однако 19 марта Лемерр вновь вызвал Рами на отборочный матч к чемпионату мира против сборной Габона. Рами в третий раз отказался от этого предложения и позднее получил вызов во французскую сборную на отборочный матч чемпионата мира против сборной Литвы. 11 мая 2010 года Рами был назван в числе 30 футболистов, вызванных для подготовки сборной Франции к чемпионату мира 2010 года, однако не сумел пробиться в итоговый состав.
5 августа Рами вновь получил вызов в сборную от нового тренера сборной Лорана Блана. 11 августа вышел в стартовом составе сборной на матч против Норвегии на позиции центрального защитника рядом с Филиппом Мексесом.
В 2018 году в составе «синих» Рами стал чемпионом мира, хотя и не сыграл на турнире ни одного матча. После окончания чемпионата принял решение завершить карьеру в сборной.

## Достижения
«Лилль»
- Чемпион Франции: 2010/11
- Обладатель Кубка Франции: 2011

«Севилья»
- Победитель Лиги Европы УЕФА: 2015/16
- Финалист Суперкубка УЕФА 2016
- Финалист Суперкубка Испании 2016

Франция
- Чемпион мира: 2018
- Финалист чемпионата Европы: 2016

Личные
- Кавалер ордена Почётного легиона: 2018[37]

## Личная жизнь
На теннисном турнире Ролан Гаррос Рами в 2011 году познакомился с французской моделью Сидони Бьемон. 7 сентября 2016 года у них родилась двойня мальчиков Зэйн и Мади. В 2017 году пара рассталась.
В июле 2018 года после выхода сборной Франции в финал чемпионата мира по футболу в России Памела Андерсон согласилась выйти замуж за 32-летнего Рами.
20 мая 2019 года Адиль Рами, ещё будучи игроком «Марселя», принял участие в съёмках одного из выпусков шоу «Форт Боярд». Однако в августе выяснилось, что в те дни Рами пропустил ряд тренировок и игру против «Тулузы» под предлогом травмы, в связи с чем «Марсель» расторг контракт с игроком.

## Статистика
по состоянию на 3 января 2011
| Клуб            | Сезон           | Чемпионат | Чемпионат | Кубок | Кубок | Кубок лиги | Кубок лиги | Европа | Европа | Другое | Другое | Всего | Всего |
| Клуб            | Сезон           | И         | Г         | И     | Г     | И          | Г          | И      | Г      | И      | Г      | И     | Г     |
| --------------- | --------------- | --------- | --------- | ----- | ----- | ---------- | ---------- | ------ | ------ | ------ | ------ | ----- | ----- |
| Фрею            | 2003/04         | 4         | 0         | 0     | 0     | -          | -          | 0      | 0      | 0      | 0      | 4     | 0     |
| Фрею            | 2004/05         | 24        | 0         | 0     | 0     | -          | -          | 0      | 0      | 0      | 0      | 24    | 0     |
| Фрею            | 2005/06         | 30        | 0         | 0     | 0     | -          | -          | 0      | 0      | 0      | 0      | 30    | 0     |
| Всего           | Всего           | 58        | 0         | 0     | 0     | -          | -          | 0      | 0      | 0      | 0      | 58    | 0     |
| Лилль           | 2006/07         | 2         | 0         | 0     | 0     | 0          | 0          | 0      | 0      | 0      | 0      | 2     | 0     |
| Лилль           | 2007/08         | 24        | 0         | 3     | 0     | 0          | 0          | 0      | 0      | 0      | 0      | 27    | 0     |
| Лилль           | 2008/09         | 33        | 4         | 4     | 0     | 1          | 0          | 0      | 0      | 0      | 0      | 38    | 4     |
| Лилль           | 2009/10         | 34        | 3         | 0     | 0     | 2          | 1          | 13     | 1      | 0      | 0      | 51    | 5     |
| Лилль           | 2010/11         | 18        | 0         | 0     | 0     | 2          | 0          | 3      | 0      | 0      | 0      | 15    | 0     |
| Всего           | Всего           | 111       | 7         | 7     | 0     | 5          | 1          | 16     | 1      | 0      | 0      | 131   | 9     |
| Всего в карьере | Всего в карьере | 169       | 7         | 7     | 0     | 5          | 1          | 16     | 1      | 0      | 0      | 189   | 9     |